# Confesiones de un comisario de policía al procurador de la república
Confesiones de un capitán de la Policía es una película italiana de crimen-drama. Se estrenó el 26 de marzo de 1971.
La película ganó el Premio de Oro en el 7.º Festival Internacional de Cine de Moscú en 1971 y el Premio lnternacional de l'Academie du Cinema en el Étoile de Cristal Awards en 1972.
El fiscal de distrito Traini se esfuerza por encarcelar al mafioso Ferdinando Lomunno como líder del crimen organizado local. Se entera de que el comisario Bonavía (Martin Balsam) siente que tiene asuntos pendientes con Lomunno porque este en una ocasción ordenó el asesinato de un joven sindicalista a quien Bonavía admiraba. Mientras Traini se enorgullece de seguir las leyes, el policía Bonavía ha perdido la confianza en ellas y se convierte en un justiciero.

## Elenco
- Franco Nero (1941-): el fiscal D. A. Traini
- Martin Balsam (1919-1996): el comisario Bonavia.
- Marilù Tolo (1944-): la testigo Serena Li Puma.
- Claudio Gora (1913-1998): el procurador de distrito Malta.
- Luciano Catenacci o Luciano Lorcas (1933-1990): el mafioso Ferdinando Lomunno.
- Giancarlo Prete (1942-2001): el sindicalista Giampaolo Rizzo.
- Arturo Dominici (1916-1992): el abogado Canistraro.
- Michele Gammino (1941-): Gammino.
- Adolfo Lastretti (1937-): Michele Li Puma.
- Nello Pazzafini (1933-1996): un prisionero.
- Calisto Calisti (1934-): un mafioso.
- Wanda Vismara: la ayudante de Traini.
- Adele Modica: Lina Paladino, la amante del comisario Bonavía.
- Dante Cleri (1910-1982): guardia de sala.
- Giancarlo Badessi (1928-2011): On. Grisì
- Filippo De Gara (1928-1989): el alcalde Nicotra.
- Paolo Cavallina (1916-1986, periodista y escritor): él mismo.
- Gianni Palladino (1948-2008)
- Gualtiero Rispoli
- Giuseppe Alotta: prisionero.
- Bruno Boschetti: policía.
- Roy Bosier: Giuseppe Lasciatelli.
- Pina Lo Prato
- Rosario Rosone
- Sergio Serafini: guardia de la prisión.
- Ugo Savona
- Luigi Ursi
- Vincenzo Norvese
- Franco Tranchina
- Giancarlo Palermo
- Sisto Brunetti: preso.
- Veriano Ginesi: preso.